# Pallavolo ai Giochi della XXVI Olimpiade
I tornei di pallavolo ai Giochi della XXVI Olimpiade si sono svolti dal 20 luglio al 4 agosto del 1996 ad Atlanta, negli Stati Uniti d'America, durante i Giochi della XXVI Olimpiade.

## Podi
| Evento                         | Oro         | Argento | Bronzo     |
| Pallavolo maschile (dettagli)  | Paesi Bassi | Italia  | Jugoslavia |
| Pallavolo femminile (dettagli) | Cuba        | Cina    | Brasile    |